# Mikulášovice horní nádraží
Mikulášovice horní nádraží je železniční zastávka umístěná v horní části města Mikulášovice. Zastávkou prochází trať 084 Rumburk – Panský – Mikulášovice. Původní nádražní budovu z roku 1902 nahradila v roce 2016 betonová čekárna. Zastávka leží v nadmořské výšce 475 m n. m.

## Historie
Železniční zastávka Mikulášovice horní nádraží (původně Ober-Nixdorf) byla uvedena do provozu roku 1902, kdy byla dokončena stavba železniční trati Rumburk – Panský – Mikulášovice společnosti Nordböhmische Industriebahn (česky Severočeská průmyslová dráha). Ze stejného roku pocházela původní nádražní budova. O výstavbu trati se zasloužila řada podnikatelů z Mikulášovic a okolí v čele s místním lékařem a poslancem MUDr. Franzem Kindermannem (1842–1921). Nádražní budova prošla na konci 70. let 20. století zásadní přestavbou. Z části původního bytu se stala čekárna, sedlovou střechu nahradila střecha plochá, zároveň zanikla vedlejší kolej se skladem. V této podobě vydržela stavba až do počátku roku 2016, kdy rozhodl provozovatel o celkové demolici. Nádražní budovu nahradila prefabrikovaná betonová čekárna.

## Popis
Mikulášovice horní nádraží je průjezdná zastávka s jednou kolejí, která nezajišťuje odbavení cestujících a není bezbariérově přístupná. Původní nádražní budova, toalety a sklad se nedochovaly. Asi 80 metrů západně se nachází nechráněný železniční přejezd. Severně od zastávky se rozkládá bývalá obecní skládka.

## Provoz
Zastávkou od roku 2009 projíždí vlaky linky U27 pouze o víkendech a ve dnech pracovního klidu. Pravidelnou osobní dopravu zajišťují v pracovní dny linkové autobusy, doprava na trati 084 má nadále převážně turistický charakter. Provoz na trati zajišťuje hlavně motorová jednotka 844 (Regio Shark) dopravce České dráhy.

## Turistika
Kolem zastávky prochází zelená turistická stezka . Ta začíná u autobusové zastávky Mikulášovice, horní a pokračuje k železniční zastávce. Trať přechází západně od ní a směřuje přibližně jižním směrem ke státní hranici s Německem, kde se napojuje na Vápennou stezku.

## Galerie

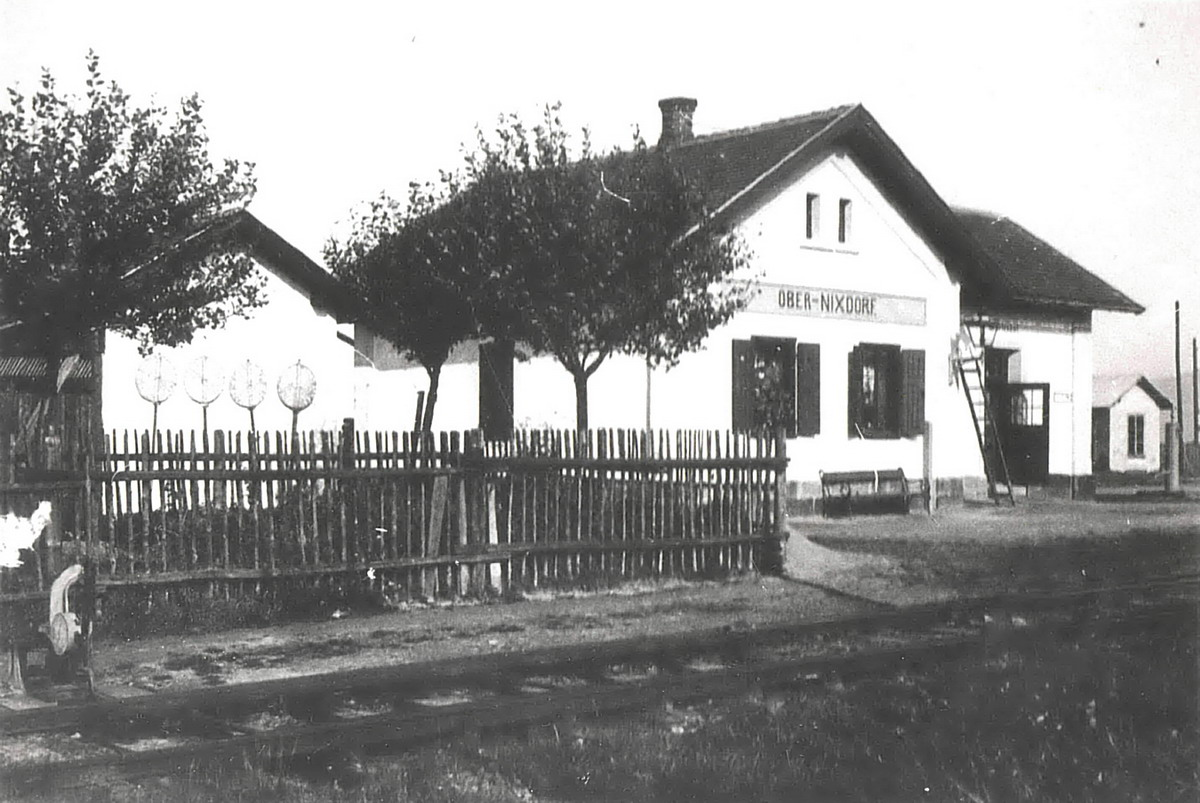
Původní nádražní budova na historickém snímku
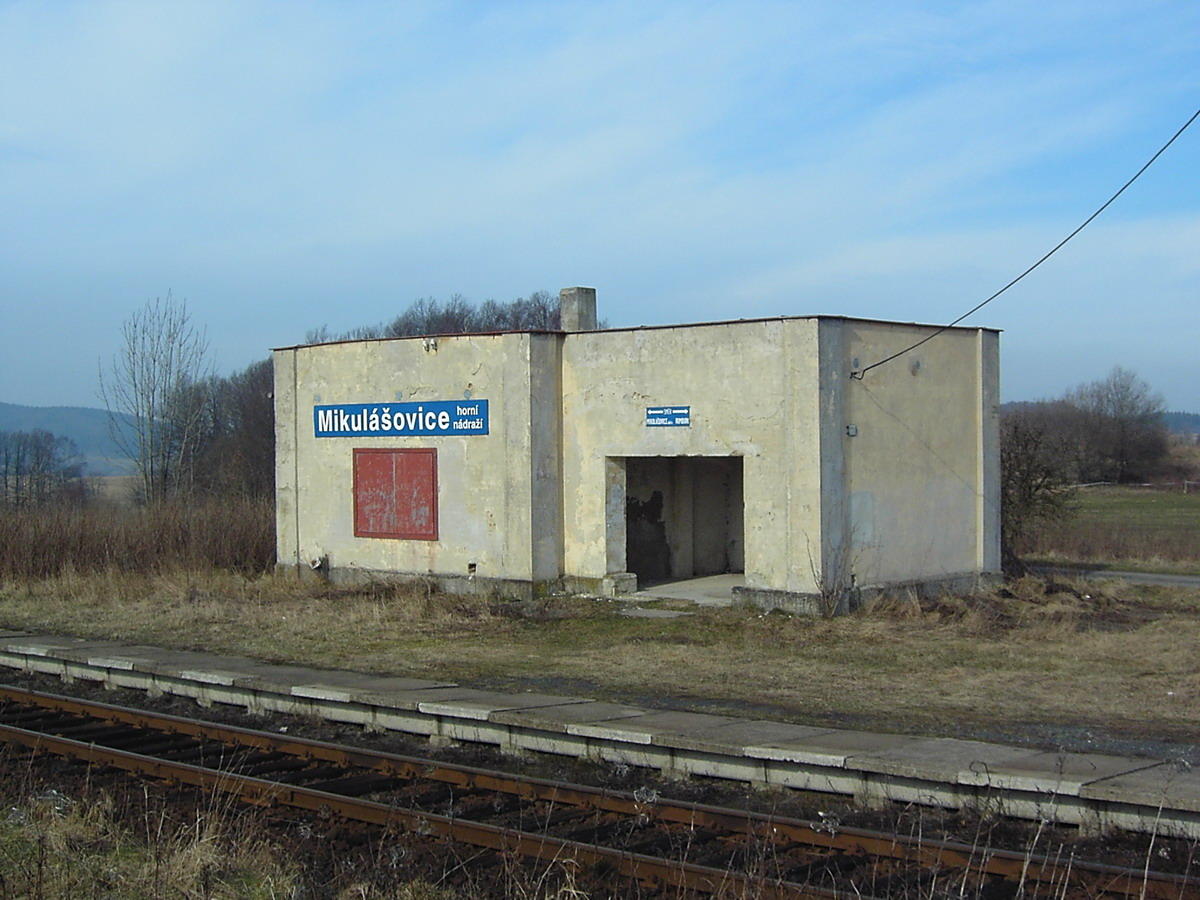
Nádražní budova v pozdější úpravě
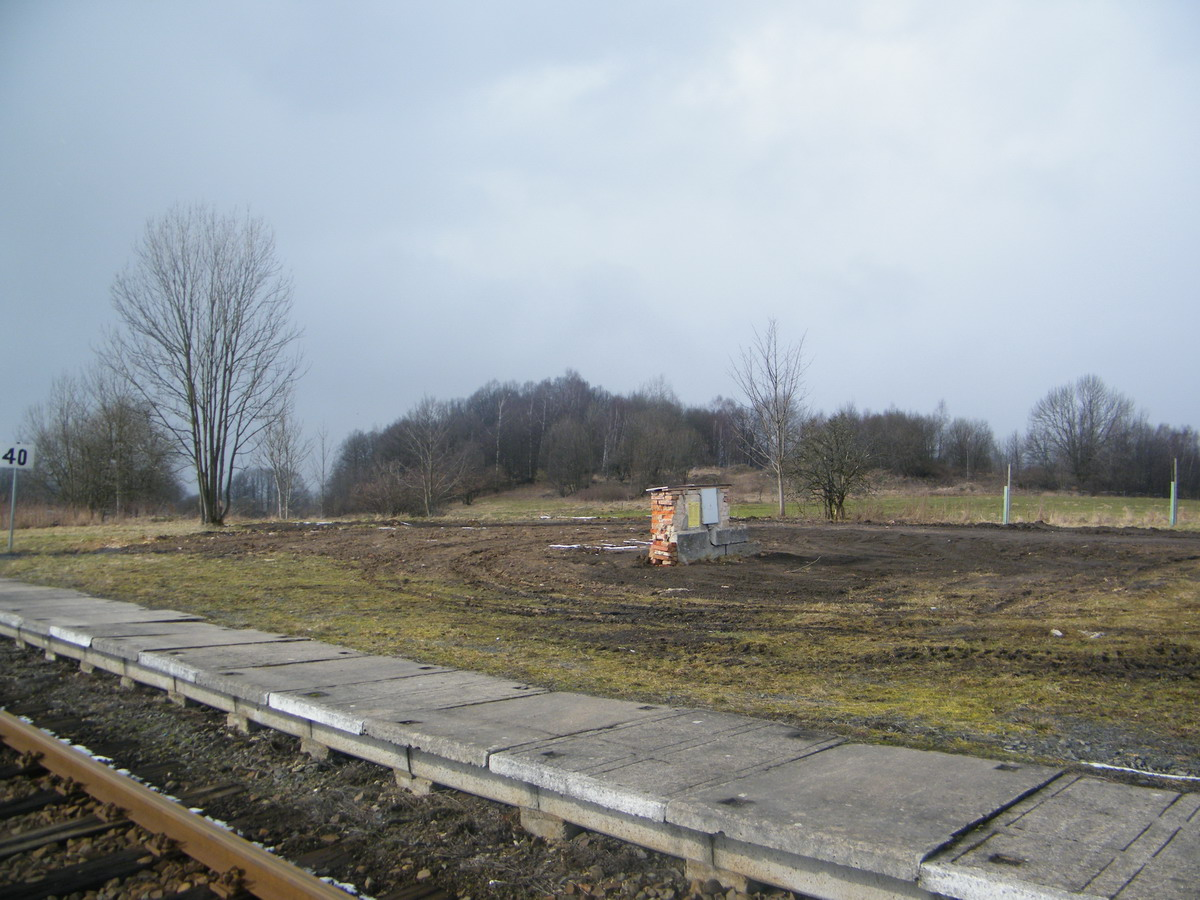
Nádražní budova po demolici
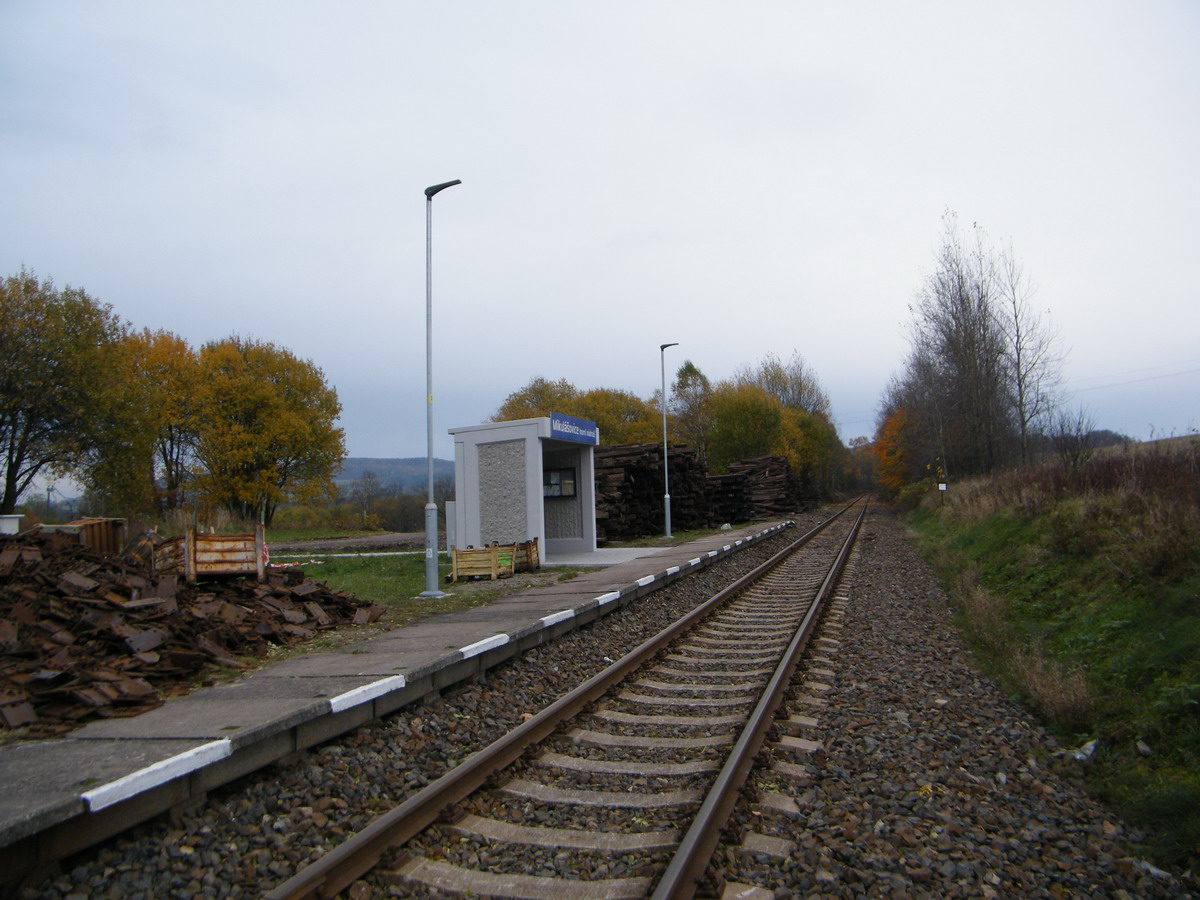
Pohled na nástupiště a kolej ve směru Panský
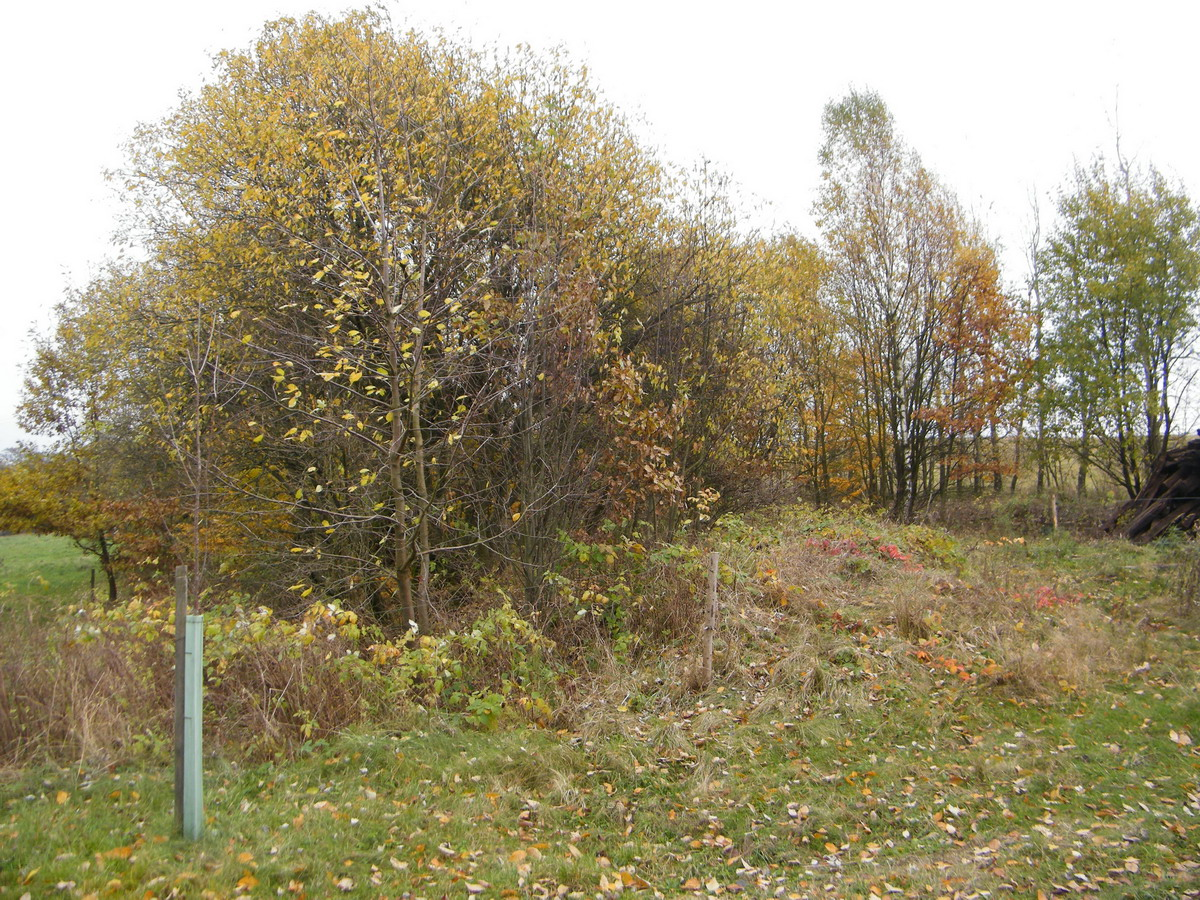
Ruiny bývalého skladu
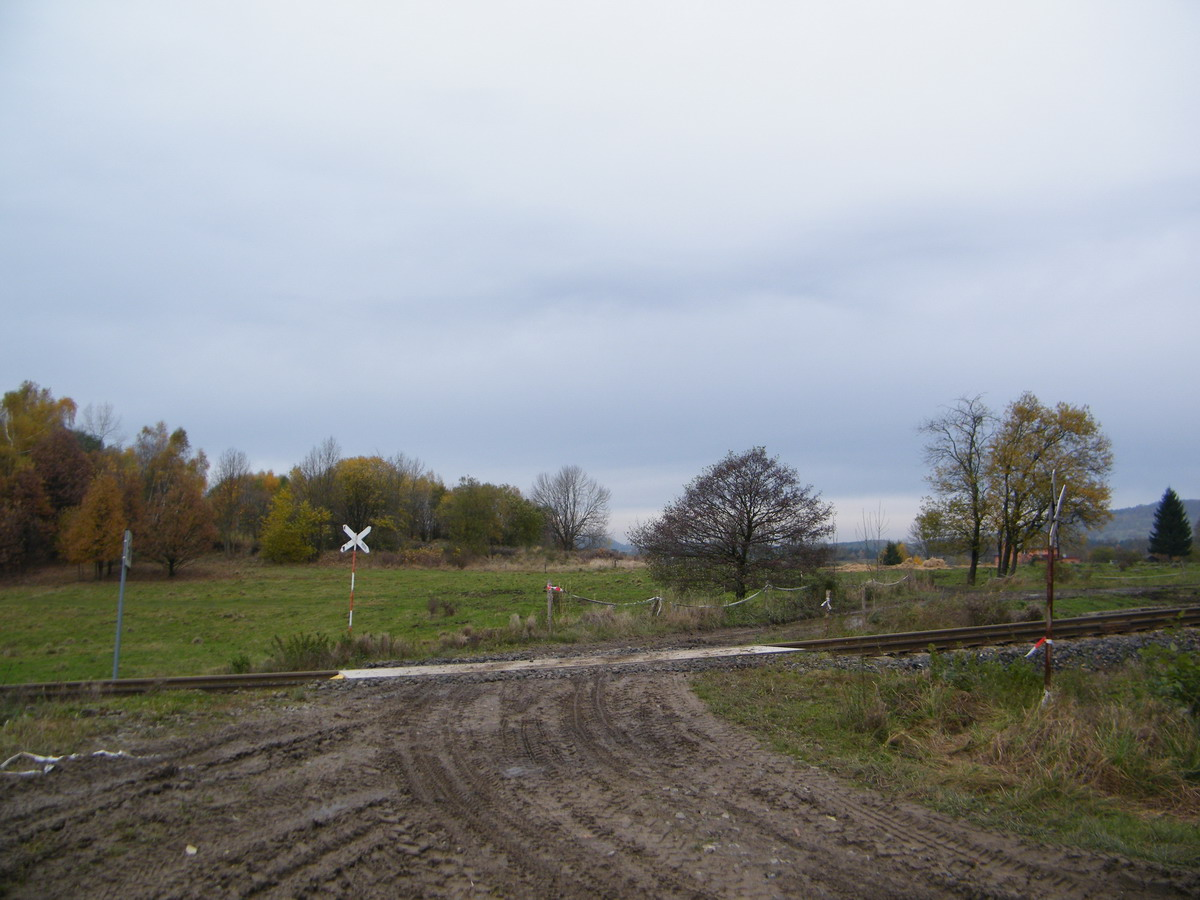
Železniční přejezd vedle zastávky s bývalou skládkou v pozadí